# Marco Goossens
Marco Goossens (Bree, 25 mei 1984) is een Belgisch politicus voor de CD&V. Van 1 september 2021 tot 2 december 2024 was hij burgemeester van Oudsbergen.

## Levensloop
Goossens heeft als opleiding industrieel ingenieur elektromechanica genoten. In 2012 werd hij door Lode Ceyssens gevraagd voor de gemeenteraadsverkiezingen.
Hij werd direct verkozen tot schepen en was bevoegd voor Openbare Werken, Onderwijs, Jeugd, Verkeer & Mobiliteit en Milieu. Bij de start van de fusiegemeente Oudsbergen op 1 januari 2019 nam hij deze bevoegdheden over als schepen voor de fusiegemeente.
In 2021 kondigde burgemeester Ceyssens aan de politiek te verlaten om lid te worden van het hoofdbestuur van de Boerenbond, waar hij met ingang van 1 februari 2022 tweede ondervoorzitter wordt als opvolger van Georges Van Keerberghen, die dan met pensioen gaat. Omdat deze functie niet combineerbaar was met een politiek mandaat nam Ceyssens in die periode ontslag als Vlaams Parlementslid en burgemeester van Oudsbergen. Goossens werd als zijn opvolger gekozen en ving zijn burgemeestersambt aan op 1 september 2021. 
Bij de gemeenteraadsverkiezingen van oktober 2024 was Goossens kandidaat voor een hernieuwing van zijn burgemeestersambt, maar zijn partijgenote Ilse Wevers behaalde meer stemmen en kon zo de burgemeesterssjerp opeisen. In december 2024 liep zijn burgemeestersambt af, waarna hij werd aangesteld tot eerste schepen.